# Côte d'Ivoire Open 2025
Il Côte d'Ivoire Open 2025 è stato un torneo maschile di tennis professionistico. È stata la 1ª edizione del torneo, facente parte della categoria Challenger 50 nell'ambito dell'ATP Challenger Tour 2025, con un montepremi di 60 000 $. Si è giocato dal 14 al 20 aprile 2025 sui campi in cemento di Abidjan, in Costa d'Avorio.

## Partecipanti

### Teste di serie
| Nazionalità    | Giocatore         | Ranking* | Testa di serie |
| -------------- | ----------------- | -------- | -------------- |
| Tunisia        | Aziz Dougaz       | 197      | 1              |
| Francia        | Robin Bertrand    | 264      | 2              |
| Belgio         | Michael Geerts    | 289      | 3              |
| Francia        | Clément Chidekh   | 292      | 4              |
| Lituania       | Ričardas Berankis | 300      | 5              |
| Turchia        | Ergi Kırkın       | 316      | 6              |
| Costa d'Avorio | Eliakim Coulibaly | 327      | 7              |
| Sudafrica      | Philip Henning    | 367      | 8              |

* Ranking al 7 aprile 2025.

### Altri partecipanti
I seguenti giocatori hanno ricevuto una wild card per il tabellone principale:
- Taha Baadi
- Abdoulaziz Bationo
- Benoît Paire

I seguenti giocatori sono passati dalle qualificazioni:
- Florent Bax
- Adil Kalyanpur
- Yankı Erel
- Dominik Palán
- Maximus Jones
- Aziz Ouakaa

## Punti e montepremi
| Torneo    | Torneo              | V     | F     | SF    | QF    | 2T  | 1T  | Q | Q2  | Q1  |
| Singolare | Punti               | 50    | 25    | 14    | 8     | 4   | 0   | 3 | 1   | 0   |
| Singolare | Premi in denaro ($) | 5,500 | 3,260 | 1,900 | 1,120 | 660 | 395 | – | 215 | 125 |
| Doppio    | Punti               | 50    | 25    | 14    | 8     | –   | 0   | – | –   | –   |
| Doppio    | Premi in denaro ($) | 2,130 | 1,250 | 745   | 435   | –   | 245 | – | –   | –   |

## Campioni

### Singolare
Maximus Jones ha sconfitto in finale  Ričardas Berankis con il punteggio di 6–3, 4–6, 6–4.

### Doppio
Matt Hulme /  Thijmen Loof hanno sconfitto in finale  Clément Chidekh /  Jody Maginley con il punteggio di 7–6(3), 6–4.